# US Cognac
Die Union Sportive Cognaçaise, kurz US Cognac, ist ein am 2. Dezember 1899 gegründeter französischer Rugby-Union-Verein aus Cognac. Der Club spielt in der höchsten Amateurliga, der Fédérale 1. Bedeutend waren verschiedene Erfolge in den 1950er und 1960er Jahren. 1965 gewann man die Challenge Yves du Manoir und 1954 verlor man das Meisterschaftsendspiel gegen den FC Grenoble mit 3:5.
1906/07 erreichte US Cognac als Finalist der regionalen Gruppe Loire erstmals das Viertelfinale der französischen Meisterschaft. Nachdem der Club in den 20er, 40er und 50er Jahren mehrfach die regionalen Qualifikations-Gruppenphase der Meisterschaft erreicht hatte, erreichte der Club 1953 das Halbfinale und 1954 das Endspiel um die Meisterschaft. In den folgenden Jahren spielte der Club in der regionalen Qualipahse meist erfolgreich, überstand aber selten die erste K.-o.-Runde der Meisterschaft. Letztmals war der Club während der Saison 1992/93 erstklassig.

## Meisterschaftsendspiel von US Cognac
| Datum        | Sieger      | 2. Finalist | Ergebnis | Ort                         | Zuschauer |
| ------------ | ----------- | ----------- | -------- | --------------------------- | --------- |
| 23. Mai 1954 | FC Grenoble | US Cognac   | 5:3      | Stadium Municipal, Toulouse | 34.230    |